# Per Geijer

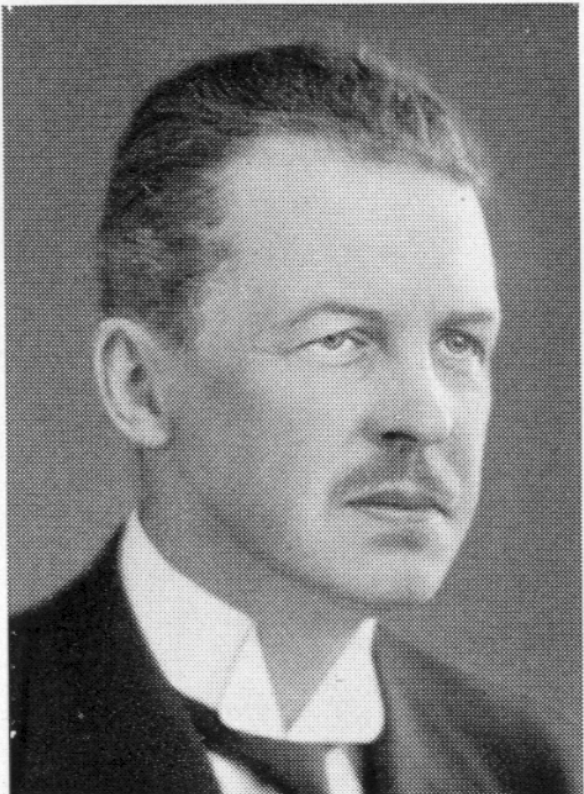
Per Geijer (1920)

Per Adolf Geijer (* 7. Mai [selten auch 7. Juli] 1886 in Stockholm; † 18. April 1976 in Danderyd) war ein schwedischer Mineraloge und Geologe. Er befasste sich vor allem mit Erzen und ihren Lagerstätten in Schweden, insbesondere in Värmland und Norrbotten, und mit dem Präkambrium in Skandinavien.
Geijer war der Sohn des Militärs Salomon Gottschalk Alfons Geijer. Er erhielt 1910 einen Dr. phil. in Petrographie. Geijer arbeitete zunächst als Dozent an der Universität Stockholm. Er war von 1914 bis 1931 für die Sveriges geologiska undersökning tätig, wieder von 1941 bis 1951 als Direktor. Von 1931 bis 1941 hatte Geijer eine Professur für Mineralogie und Geologie an der Königlich Technischen Hochschule in Stockholm inne. In beiden Positionen war jeweils Nils Harald Magnusson sein Nachfolger. Im Ruhestand war Geijer weiter wissenschaftlich aktiv.
1958 wurde Geijer als Foreign Associate in die National Academy of Sciences gewählt. Das Mineral Perit (PbBiO2Cl) ist nach ihm benannt.
Sein Grab befindet sich in Djursholm.

## Per-Geijer-Lagerstätte
Nach Per Geijer ist eine Erzlagerstätte bei Kiruna benannt. Die Lagerstätte wurde im Januar 2023 von LKAB als größte bekannte Lagerstätte für Seltene Erden in Europa bezeichnet. Im Laufe des Jahres 2023 soll ein Antrag auf eine Abbaukonzession gestellt werden. LKAB hat aber bereits damit begonnen, von der bestehenden Erzgrube einen Stollen in Richtung der Per-Geijer-Lagerstätte vorzutreiben.